# إستي إنيرجيا
شركة إستونيا إنيرجيا (Eesti Energia AS) هي شركة طاقة مساهمة عامة في إستونيا، مقرها الرئيسي في تالين . وهي أكبر شركة في العالم لتحويل الصخر الزيتي إلى طاقة.  تأسست الشركة عام ١٩٣٩. واعتبارًا من عام ٢٠١٤، تعمل في إستونيا ولاتفيا وليتوانيا وفنلندا والأردن ويوتا بالولايات المتحدة. في إستونيا، تعمل الشركة تحت اسم إستي إنيرجيا، بينما تستخدم الاسم التجاري إنيفيت للعمليات الدولية. تُستخرج المادة الخام الرئيسية لإنتاج الطاقة - الصخر الزيتي - من مناجم تقع في شرق إستونيا وتملكها الشركة. لمجموعة إستي إنيرجيا ثلاثة مجالات تشغيل رئيسية: توليد الكهرباء، وإنتاج الصخر الزيتي، وبيع وتوزيع الكهرباء. وتمتلك حكومة إستونيا أسهمها.

## تاريخ الشركة

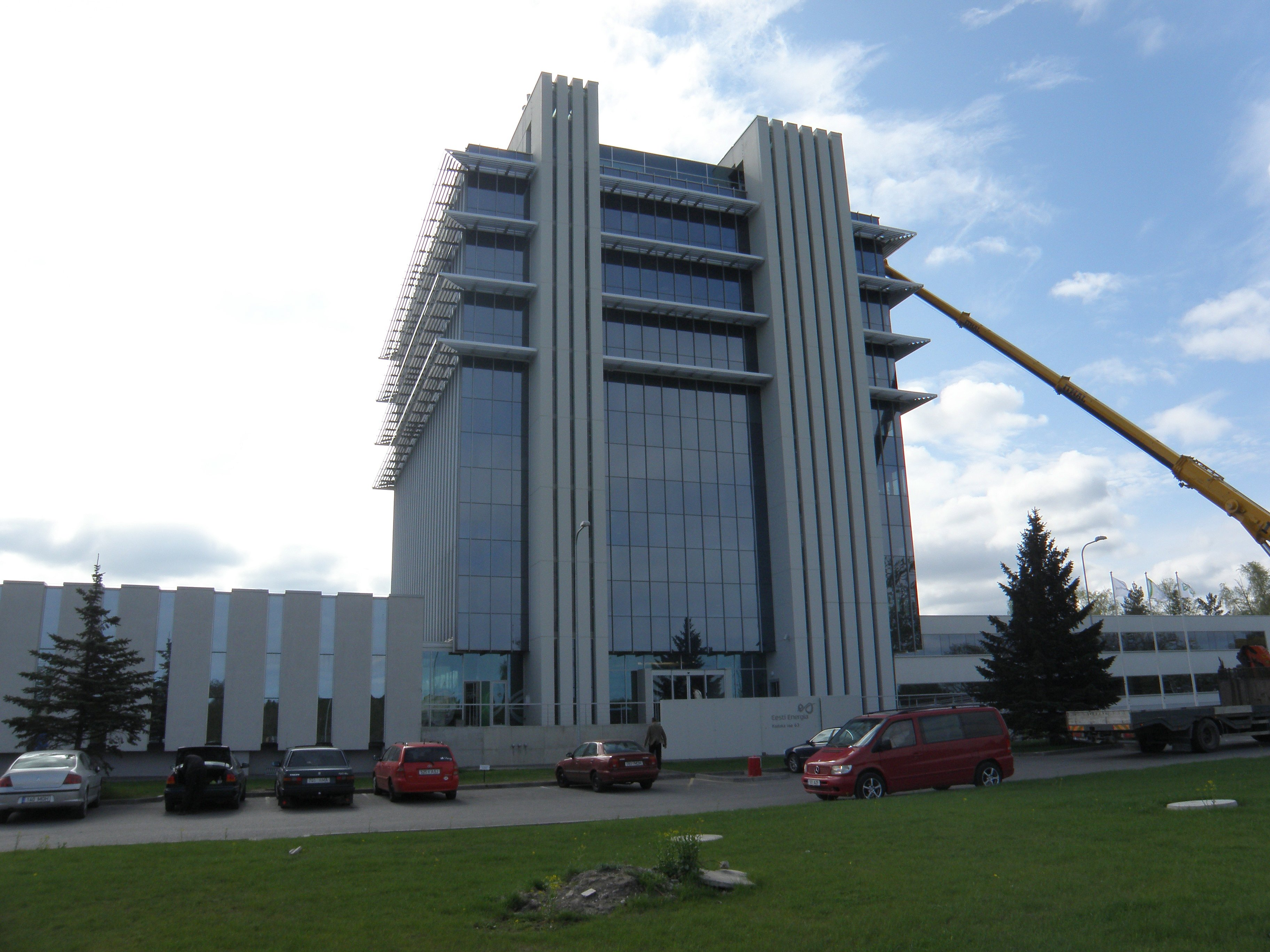
مكتب خدمة إلكتريلفي في كاداكا، تالين.

تأسست شركة الطاقة الإستونية عام ١٩٣٩. وفي عام ١٩٩٨، أُعيد تنظيمها من مؤسسة حكومية إلى شركة خاصة محدودة. وفي عامي ١٩٩٨ و١٩٩٩، انفصلت شركتا توزيع ( لانيما للكهرباء ونارفا للكهرباء ) عن شركة الطاقة الإستونية، وتم خصخصتهما. 
في عام 1995، بدأت حكومة إستونيا مفاوضات مع شركة إن آر جي إنرجي ، وهي شركة تابعة لشركة نورثرن ستيتس باور ، لإنشاء مشروع مشترك على أساس محطات نارفا للطاقة ، وهي شركة تابعة لشركة إستونيا إنيرجيا. ووفقًا لشروط البيع الأساسية المتفق عليها في عام 2000، كان من المقرر أن تستحوذ شركة إن آر جي إنرجي على حصة 49% في محطات نارفا للطاقة. بالإضافة إلى ذلك، كانت محطات نارفا للطاقة تمتلك في ذلك الوقت أيضًا حصة 51% في شركة تعدين الصخر الزيتي إستونيا بوليفكيفي .    وقد لاقت الصفقة المقترحة معارضة شعبية وسياسية قوية.   وألغت الحكومة الصفقة في 8 يناير 2002 بعد أن فشلت شركة إن آر جي إنرجي في تأمين التمويل للصفقة بحلول الموعد النهائي المتفق عليه.  وفي 21 أغسطس 2002، تقدمت شركة إن آر جي إنرجي بدعوى إلى محكمة لندن مطالبة بمبلغ 100 مليون جنيه إسترليني  تعويضًا عن الأضرار الناجمة عن الصفقة الملغاة؛ إلا أن هذا الطلب قوبل بالرفض. 
في عام 1999 ، سلمت الحكومة 51 ٪ من أسهم إيستي بي أوشليفكيفي إلى نارفا إليكتريجاماد. في عام 2003 ، نقلت الحكومة حصة 49 ٪ في إيستي بي أوشليفكيفي إلى إيستي إنيرجيا. كما تم نقل حصة 51 ٪ المملوكة لشركة نارفا إليكتريجاماد إلى إيستي إنيرجيا وأصبحت إيستي بي أوشليفكيفي شركة تابعة مملوكة بالكامل لشركة إيستي إنيرجيا.
في عام 2000 ، إيستي إنيرجيا و لاتفينيرجو أعلن عن خطة لدمج الشركات لإنشاء مجموعة جديدة من دول البلطيق. ومع ذلك ، تم إيقاف هذه الصفقة بسبب التشريع اللاتفي الذي يحظر خصخصة لاتفينيرغو والشكوك حول صفقة إن آر جي.
في عام ٢٠٠٣، حاولت شركة الطاقة الإستونية خصخصة شركة التوزيع الليتوانية RST. ورغم استيفاء شركة الطاقة الإستونية لمعايير الخصخصة، وكانت الشركة الوحيدة التي تقدمت بعرض في المرحلة النهائية، إلا أن الحكومة الليتوانية أوقفت العملية.  
في 1 ديسمبر 2005، أثناء زيارته لإستونيا، التقى رئيس الوزراء الليتواني ألجيرداس برازوسكاس مع الرئيس التنفيذي لشركة إستي إنيرجيا ساندور لييف لمناقشة مشاركة إستي إنيرجيا في مشروع محطة الطاقة النووية المقترح فيساجيناس .  في 8 مارس 2006، وقع رؤساء شركة ليتوانيا للطاقة وإيستي إنيرجيا ولاتفينيرجو خلال اجتماعهم في إجنالينا مذكرة تفاهم بشأن التحضير لبناء مفاعل نووي جديد في ليتوانيا.  تفاوضت شركة إستي إنيرجيا لمدة ست سنوات؛ ومع ذلك، تم تعليق المشروع بعد تغيير الحكومة في ليتوانيا في نهاية عام 2012.  
في عام 2006 ، بدأت إيستي إنيرجيا التداول في نورد بول سبوت تبادل الطاقة من خلال الحصول على شركة تجارية الفنلندية سوليدوس أوي. في نفس العام بدأت في بيع الكهرباء في لاتفيا وبعد عام واحد في ليتوانيا. بدأت الشركة أنشطتها الدولية في الصخر الزيتي في عام 2006. في ذلك العام ، تم إنشاء شركة النفط الصخري التابعة لها في الأردن من أجل النفط الصخري مشروع تطوير في الأردن. مذكرة التفاهم بين إيستي إنيرجيا و الحكومة الأردنية وقعت في 5 تشرين الثاني / نوفمبر 2006. تم توقيع اتفاقية الامتياز في 11 مايو 2010 بحضور رئيسي الوزراء الأردني والإستوني سمير زيد الرفاعي وأندروس أنسيب. في مارس 2011 ، استحوذت على 100 ٪ من أسهم يوتا- على أساس شركة استكشاف الصخر الزيتي.
لتنفيذ الاتحاد الأوروبي 3 حزمة الطاقة، في 28 أغسطس 2009 قررت الحكومة فصل وشراء مشغل نظام النقل إلرينغ من إيستي إنيرجيا. وقد أبرمت الصفقة في 28 كانون الثاني / يناير 2010.
في عام 2010، نظرت الحكومة في الطرح العام الأولي للأسهم في بورصة لندن ؛ إلا أن هذه الخطة تم تأجيلها.  
في 29 مايو 2018 ، تم الإعلان عن ذلك إنفيت جرين، إحدى شركات الطاقة المتجددة التابعة لشركة إيستي إنيرجيا ، ستستحوذ على 100 ٪ من أسهم شركة الطاقة المتجددة نيلجا إنيرجيا مقابل 289 مليون دولار. بالإضافة إلى ذلك ، سوف يستغرق أكثر من 204 مليون دولار من قروض نيلجا إنيرجيا. تمت الموافقة على الصفقة واستكمالها في نوفمبر 2018.
اعتبارًا من عام 2019، تنتمي 100% من أسهم فورإنرجيا إلى شركة إستي إنرجيا، لذا فهي تمتلك 17 مزرعة رياح في إستونيا وليتوانيا بسعة إجمالية تبلغ 287 ميجاوات، ومحطة لتوليد الكهرباء تعمل بالكتلة الحيوية بقدرة 3.9 ميجاوات ومحطة توليد حرارة مشتركة بقدرة 19.2 ميجاوات في لاتفيا، ومصنع حبيبات بإنتاج سنوي يبلغ 140 ألف طن. 

## العمليات
تُنتج شركة إستونيا للطاقة وتبيع الكهرباء والتدفئة والوقود ( الصخر الزيتي والنفط الصخري )، وتُقدم خدمات العملاء والاستشارات. وتعمل الشركة في مجال تعدين الصخر الزيتي من خلال شركتها التابعة "إينيفيت كايفاندوزيد" ، التي تستخرج الصخر الزيتي بالتعدين السطحي في محجر نارفا، وبالتعدين الجوفي في منجم إستونيا. 
تنتج شركة إستونيا للطاقة الطاقة الكهربائية والحرارة في محطات توليد الطاقة في نارفا ، والتي توفر حوالي 95% من الطاقة الكهربائية المستهلكة في إستونيا وتزود مدينة نارفا بأكملها بالحرارة. 
لإنتاج الزيت الصخري، تُشغّل شركة إستونيا للطاقة مصنع نارفا للنفط ، الذي يستخدم تقنية نقل الحرارة الصلبة من نوع جلوتر . يُشغّل المصنع وحدتين لإنتاج الزيت الصخري من طراز إنفيت-140. يُنتج المصنع حوالي 1.4 مليون طن من النفط الخام. مليون طن من الزيت الصخري سنويًا. واعتبارًا من عام ٢٠١٣، بدأ تشغيل محطة إنفيت-280 من الجيل الجديد. 

### الأنشطة الدولية
وفي الأردن، تستعد شركة الأردن للطاقة من الصخر الزيتي التابعة لها لإنشاء مصنع للزيت الصخري بطاقة إنتاجية تبلغ 36,000 برميل لكل يوم (5,700 م3/ي) .  سوف يستخدم مصنع الزيت الصخري تكنولوجيا معالجة إنيفيت ؛ ومن المقرر أن يبدأ البناء بحلول عام 2015.  وتخطط شركة تابعة أخرى لها في الأردن، وهي شركة عطارات للطاقة، لبناء محطة طاقة بسعة 460 ميجاوات. محطة توليد الطاقة الكهربائية في عطارات أم الغدران، التي تعمل بالصخر الزيتي، بقدرة ميجاوات. من المتوقع أن تدخل المحطة الخدمة بحلول عام ٢٠١٦، إلا أن أعمال البناء بدأت عام ٢٠١٧، ومن المتوقع اكتمالها عام ٢٠٢١.   
في ولاية يوتا, الولايات المتحدة الأمريكية, تمتلك شركة إنفيت أمريكان أويل التابعة لها أو تستأجر أكثر من 30,000 أكر (120 كـم2) من ملكية الصخر الزيتي في حوض النهر الأخضر. إنيفيت النفط الأمريكي يخطط لبناء 57,000 برميل لكل يوم (9,100 م3/ي) مصنع الزيت الصخري.

## الشركات التابعة
لدى إستي إنرجيا الشركات التابعة التالية:
- إلكتريليفي س O (100٪) - أ مشغل شبكة التوزيع.
- انيفيت باور-شركة فرعية للطاقة والتعدين الصخري النفطي تم إنشاؤها عن طريق اندماج إنيفيت كايفاند مستعمل و إنيفيت إنيرجياتومين.[48]

- أوريكا إيستي أو ((35٪)

- شركة إينيفيت يو إس ذات المسؤولية المحدودة (100%)

- شركة إينيفيت أميركان أويل (الاسم السابق: شركة استكشاف الصخر الزيتي، 100%، الولايات المتحدة)، مطور مشروع الصخر الزيتي في ولاية يوتا.  

- شركة عطارات القابضة (100%)

- شركة العطارات للطاقة (10%، الأردن)

- إنيفيت سيا (100 ٪ ، لاتفيا) - شركة تابعة توريد الطاقة في لاتفيا.
- انيفيت البنك العربي المتحد (100 ٪ ، ليتوانيا) - شركة تابعة توريد الطاقة في ليتوانيا.
- أنيفيت أس. بي. (100 ٪ ، بولندا) - شركة تابعة تزود الطاقة في بولندا.
- إنيفيت أيه بي (100 ٪ ، السويد) - شركة فرعية توريد الطاقة في السويد.
- إنيفيت أوي (100 ٪ ، فنلندا) - شركة تابعة توريد الطاقة في فنلندا.
- إنفيت جرين أس أيه (100٪) - شركة تابعة للطاقة المتجددة

- سيا إنيفيت للطاقة والحرارة فالكا (100٪)
- نيلجا إنيرجيا كما (100٪)

- شركة إنفيت للحلول (100%) – الشركة المصنعة لمعدات الطاقة والصناعة وخدمات الصيانة والتوريد.
- شركة إينيفيت أوتوتيك تكنولوجي (60%) - مشروع مشترك مع أوتوتيك لتطوير تكنولوجيا استخراج النفط الصخري [51]
- انيفيت الأردن بي في (76%، الأردن)

- شركة الأردن للطاقة من الصخر الزيتي

## أنظر أيضاً
- إستي إنيرجيا تكنولوجيا إستيت
- محطة إيرو للطاقة
- إليرينج